# Liste des membres du Conseil-exécutif du canton de Berne
Cette page présente la liste des membres du Conseil-exécutif du canton de Berne.
Les membres du gouvernement bernois prennent ordinairement leurs fonctions le 1er juin suivant les élections.

## Composition actuelle (2022-2026)
Élections du 27 mars 2022, entrée en fonction le 1er juin suivant.
- Evi Allemann (PS), directrice de l'intérieur et de la justice.
- Christoph Ammann (PS), directeur de l'économie, de l'énergie et de l'environnement.
- Astrid Bärtschi (Le Centre), directrice des finances.
- Christine Häsler (Les Verts), directrice de l'instruction publique et de la culture.
- Philippe Müller (PLR), directeur de la sécurité. Président en 2023-2024
- Christoph Neuhaus (UDC), directeur des travaux publics et des transports.
- Pierre Alain Schnegg (UDC), directeur de la santé, des affaires sociales et de l'intégration.

## XXIesiècle

### 2018-2022
Élections du 25 mars 2018
- Evi Allemann (PS), directrice de l'intérieur et de la justice
- Christoph Ammann (PS), directeur de l'économie, de l'énergie et de l'environnement. Président en 2019-2020
- Christine Häsler (Les Verts), directrice de l'instruction publique et de la culture
- Philippe Müller (PLR), directeur de la sécurité
- Christoph Neuhaus (UDC), directeur des travaux publics et des transports. Président en 2018-2019
- Pierre Alain Schnegg (UDC), directeur de la santé, des affaires sociales et de l'intégration. Président en 2020-2021
- Beatrice Simon (PBD/Le Centre), directrice des finances. Présidente en 2021-2022

### 2014-2018
Élections du 30 mars 2014, élections complémentaires du 28 février 2016
- Barbara Egger-Jenzer (PS), directrice des travaux publics, des transports et de l'énergie. Présidente en 2014-2015
- Hans-Jürg Käser (PLR), directeur de la police et des affaires militaires. Président en 2015-2016
- Christoph Neuhaus (UDC), directeur de la justice, des affaires communales et des affaires ecclésiastiques
- Philippe Perrenoud (PS), directeur de la santé publique et de la prévoyance sociale. Remplacé le 1er juillet 2016 par Pierre Alain Schnegg (UDC)
- Bernhard Pulver (Les Verts), directeur de l'instruction publique. Président en 2017-2018
- Andreas Rickenbacher (PS), directeur de l'économie publique. Remplacé le 1er juillet 2016 par Christoph Ammann (PS)
- Beatrice Simon (PBD), directrice des finances. Présidente en 2016-2017

### 2010-2014
Élections du 29 mars 2010
- Barbara Egger-Jenzer (PS), directrice des travaux publics, des transports et de l'énergie
- Hans-Jürg Käser (PLR), directeur de la police et des affaires militaires
- Christoph Neuhaus (UDC), directeur de la justice, des affaires communales et des affaires ecclésiastiques. Président en 2013-2014
- Philippe Perrenoud (PS), directeur de la santé publique et de la prévoyance sociale. Président en 2010-2011
- Bernhard Pulver (Les Verts), directeur de l'instruction publique. Président en 2011-2012
- Andreas Rickenbacher (PS), directeur de l'économie publique. Président en 2012-2013
- Beatrice Simon (PBD), directrice des finances

### 2006-2010
Élections du 9 avril 2016, élections complémentaires du 24 février 2008.
- Barbara Egger-Jenzer (PS), directrice des travaux publics, des transports et de l'énergie. Présidente en 2008-2009
- Urs Gasche (UDC/PBD), directeur des finances. Président en 2007-2008
- Hans-Jürg Käser (PRD), directeur de la police et des affaires militaires. Président en 2009-2010
- Werner Luginbühl (UDC), directeur de la justice, des affaires communales et des affaires ecclésiastiques. Président en 2006-2007. Remplacé le 1er juin 2018 par Christoph Neuhaus (UDC)
- Philippe Perrenoud (PS), directeur de la santé publique et de la prévoyance sociale
- Bernhard Pulver (Les Verts), directeur de l'instruction publique
- Andreas Rickenbacher (PS), directeur de l'économie publique

### 2002-2006
Élections du 14 avril 2002
- Dora Andres (PRD), directrice de la police et des affaires militaires
- Mario Annoni (PRD), directeur de l'instruction publique. Président en 2005-2006
- Samuel Bhend (PS), directeur de la santé publique et de la prévoyance sociale
- Barbara Egger-Jenzer (PS), directrice des travaux publics, des transports et de l'énergie. Présidente en 2004-2005
- Urs Gasche (UDC), directeur des finances. Président en 2003-2004
- Werner Luginbühl (UDC), directeur de la justice, des affaires communales et des affaires ecclésiastiques.
- Elisabeth Zölch (UDC), directrice de l'économie publique. Présidente en 2002-2003

## XXesiècle(deuxième moitié)

### 1998-2002
Élections du 19 avril 1998, élections complémentaires du 10 juin 2001
- Dora Andres (PRD), directrice de la police et des affaires militaires. Présidente en 2000-2001
- Mario Annoni (PRD), directeur de l'instruction publique. Président en 1998-1999
- Samuel Bhend (PS), directeur de la santé publique et de la prévoyance sociale. Président en 1999-2000
- Werner Luginbühl (UDC), directeur de la justice, des affaires communales et des affaires ecclésiastiques. Président en 2001-2002
- Hans Lauri (UDC), directeur des finances. Remplacé le 1er septembre 2001 par Urs Gasche (UDC)
- Dori Schaer-Born (PS), directrice des travaux publics, des transports et de l'énergie
- Elisabeth Zölch (UDC), directrice de l'économie publique

### 1994-1998
Élections du 17 avril 1994, élections complémentaires du 13 avril 1997
- Mario Annoni (PRD), directeur de la justice, des affaires communales et des affaires ecclésiastiques. Président en 1994-1995
- Hermann Fehr (PS), directeur de la santé publique et de la prévoyance sociale. Remplacé le 1er mai 1997 par Samuel Bhend (PS), directeur de la santé publique et de la prévoyance sociale
- Hans Lauri (UDC), directeur des finances. Président en 1996-1997
- Dori Schaer-Born (PS), directrice des travaux publics, des transports et de l'énergie. Présidente en 1995-1996
- Peter Schmid (UDC)
- Peter Widmer (PRD), directeur de la police et des affaires militaires
- Elisabeth Zölch (UDC), directrice de l'économie publique. Président en 1997-1998

### 1990-1994
Élections du 29 avril 1990, élections complémentaires du 17 mai 1992
- Mario Annoni (PRD), directeur de la justice, des affaires communales et des affaires ecclésiastiques
- Ueli Augsburger (UDC)
- René Bärtschi (PS). Président en 1991-1992. Remplacé en 1992 par Dori Schaer-Born (PS), directrice des travaux publics, des transports et de l'énergie
- Hermann Fehr (PS), directeur de la santé publique et de la prévoyance sociale. Président en 1993-1994
- Peter Siegenthaler (UDC)
- Peter Schmid (UDC). Président en 1990-1991
- Peter Widmer (PRD), directeur de la police et des affaires militaires. Président en 1992-1993

### 1986-1990
Élections du 11 mai 1986
- Ueli Augsburger (UDC). Président en 1989-1990
- René Bärtschi (PS). Président en 1986-1987
- Gotthelf Bürki (PS)
- Benjamin Hofstetter (Les Verts liste libre)
- Kurt Meyer (PS)
- Bernhard Müller (UDC). Président en 1987-1988

- Leni Robert (Les Verts libre libre)
- Peter Schmid (UDC)
- Peter Siegenthaler (UDC). Président en 1988-1989

### 1982-1986
Élections du 25 avril 1982, élections complémentaires du 17 octobre 1984
- Ernst Blaser (UDC)
- Gotthelf Bürki (PS).
- Henri-Louis Favre (PRD)
- Hans Krähenbühl (PRD). Président en 1984-1985
- Werner Martignoni (UDC). Président en 1985-1986
- Kurt Meyer (PS)
- Bernhard Müller (UDC)
- Peter Schmid (UDC). Président en 1983-1984
- Henri Sommer (PS). Président en 1982-1983. Remplacé en 1984 par René Bärtschi (PS)

### 1978-1982
- Robert Bauder (PRD). Remplacé en 1980 par Hans Krähenbühl (PRD)
- Ernst Blaser (UDC). Président en 1979-1980
- Gotthelf Bürki (PS). Président en 1981-1982

- Henri-Louis Favre (PRD). Président en 1980-1981
- Ernst Jaberg (UDC). Remplacé en 1979 par Peter Schmid (UDC)
- Werner Martignoni (UDC)
- Kurt Meyer (PS). Président en 1978-1979
- Bernhard Müller (UDC)

- Henri Sommer (PS)

### 1974-1978
- Robert Bauder (PRD). Président en 1975-1976
- Adolf Blaser (PS). Remplacé en 1976 par Kurt Meyer (PS)
- Ernst Blaser (UDC). Président en 1974-1975
- Henri Huber (PS)
- Ernst Jaberg (UDC)
- Simon Kohler (PRD)
- Werner Martignoni (UDC). Président en 1976-1977
- Bernhard Müller (UDC). Président en 1977-1978
- Erwin Schneider (PS)

### 1970-1974
- Robert Bauder (PRD)
- Adolf Blaser (PS)
- Ernst Blaser (UDC)
- Henri Huber (PS)
- Ernst Jaberg (UDC). Président en 1973-1974
- Simon Kohler (PRD). Président en 1972-1973
- Fritz Moser (UDC)
- Erwin Schneider (PS). Président en 1971-1972
- Hans Tschumi (UDC). Président en 1970-1971

### 1966-1970
- Robert Bauder (PRD). Président en 1967-1968
- Dewet Buri (PAB). Remplacé en 1969 par Ernst Blaser (UDC)
- Fritz Givoanoli (PS). Remplacé en 1964 par Adolf Blaser (PS), président en 1966-1977
- Henri Huber (PS). Président en 1968-1969
- Ernst Jaberg (UDC)
- Simon Kohler (PRD)
- Fritz Moser (UDC). Président en 1969-1970
- Erwin Schneider (PS)
- Hans Tschumi (UDC)

### 1962-1966
- Robert Bauder (PRD)
- Dewet Buri (PAB). Président en 1965-1966
- Fritz Givoanoli (PS). Remplacé en 1964 par Adolf Blaser (PS)
- Rudolf Gnägi (PAB). Remplacé en 1966 par Ernst Jaberg (UDC)
- Henri Huber (PS)
- Virgile Moine (PRD). Président en 1963-1964
- Fritz Moser (UDC)
- Erwin Schneider (PS). Président en 1964-1965
- Hans Tschumi (UDC). Président en 1962-1963

### 1958-1962
- Robert Bauder (PRD)
- Samuel Brawand (PS). Président en 1961-1962
- Dewet Buri (PAB)
- Fritz Givoanoli (PS). Président en 1959-1960
- Rudolf Gnägi (PAB)
- Henri Huber (PS)
- Fritz Moser (UDC). Président en 1960-1961
- Virgile Moine (PRD)
- Walter Siegenthaler (PAB). Président en 1958-1959. Remplacé en 1960 par Hans Tschumi (UDC)

### 1954-1958
- Robert Bauder (PRD). Président en 1956-1957
- Samuel Brawand (PS)
- Dewet Buri (PAB)
- Max Gafner (PAB). Président en 1955-1956. Remplacé en 1958 par Fritz Moser (UDC)
- Fritz Givoanoli (PS)
- Rudolf Gnägi (PAB). Président en 1954-1955
- Henri Huber (PS). Président en 1957-1958
- Virgile Moine (PRD)
- Walter Siegenthaler (PAB)

### 1950-1954
- Samuel Brawand (PS). Président en 1950-1951
- Dewet Buri (PAB). Président en 1952-1953
- Max Gafner (PAB)
- Fritz Givoanoli (PS)
- Markus Feldmann (PAB). Remplacé en 1952 par Rudolf Gnägi (PAB)
- Georges Moeckli (PS). Président en 1953-1954
- Virgile Moine (PRD). Président en 1951-1952
- Arnold Seematter (PRD)
- Walter Siegenthaler (PAB)

## XXesiècle(première moitié)

### 1946-1950
- Markus Feldmann (PAB). Président en 1947-1948
- Max Gafner (PAB)
- Fritz Givoanoli (PS). Président en 1949-1950
- Georges Moeckli (PS)
- Henri Mouttet (PLR). Remplacé en 1948 par Virgile Moine (PRD)
- Ernst Reinhard (PS). Remplacé en 1947 par Samuel Brawand (PS)
- Arnold Seematter (PRD). Président en 1946-1947
- Walter Siegenthaler (PAB). Président en 1948-1949
- Hans Stähli (PAB). Remplacé en 1949 par Dewet Buri (PAB)

### 1942-1946
- Hugo Dürrenmatt (PAB)
- Max Gafner (PAB). Président en 1942-1943
- Robert Grimm (PS)
- Paul Guggisberg (PAB). Remplacé en 1945 par Markus Feldmann (PAB)
- Georges Moeckli (PS)
- Henri Mouttet (PRD). Président en 1944-1945
- Alfred Rudolf (PRD). Président en 1943-1944
- Arnold Seematter (PRD)
- Hans Stähli (PAB). Président en 1945-1946

### 1938-1942
- Hugo Dürrenmatt (PAB). Président en 1939-1940
- Robert Grimm (PS). Président en 1940-1941
- Paul Guggisberg (PAB). Président en 1938-1939
- Fritz Joss (PAB). Remplacé en 1939 par Georges Moeckli (PS), président en 1941-1942
- Henri Mouttet (PRD)
- Alfred Rudolf (PRD)
- Arnold Seematter (PRD)
- Eduard von Steiger (PRD). Remplacé en 1941 par Max Gafner (PAB)
- Hans Stähli (PAB)

### 1934-1938
- Walter Bösiger (PAB). Président en 1935-1936
- Hugo Dürrenmatt (PAB)
- Paul Guggisberg (PAB)
- Fritz Joss (PAB). Président en 1937-1938
- Henri Mouttet (PRD)
- Alfred Rudolf (PRD)
- Arnold Seematter (PRD). Président en 1936-1937
- Alfred Stauffer (PRD). Président en 1934-1935
- Hans Stähli (PAB)

### 1930-1934
- Walter Bösiger (PAB)
- Hugo Dürrenmatt (PAB). Président en 1930-1931
- Paul Guggisberg (PAB)
- Fritz Joss (PAB)
- Leo Merz (PRD)
- Carl Moser (PAB). Président en 1927-1928. Remplacé en 1931 par Hans Stähli (PAB), président en 1933-1934
- Henri Mouttet (PRD). Président en 1932-1933
- Alfred Rudolf (PRD). Président en 1931-1932
- Alfred Stauffer (PRD)

### 1926-1930
- Walter Bösiger (PAB). Président en 1926-1927
- Fritz Burren (PAB). Remplacé en 1927 par Hugo Dürrenmatt (PAB)
- Paul Guggisberg (PAB). Président en 1929-1930
- Fritz Joss (PAB). Président en 1928-1929
- Emil Lohner (PRD). Remplacé en 1928 par Alfred Rudolf (PRD) ou Henri Mouttet (PRD)
- Leo Merz (PRD)
- Carl Moser (PAB)
- Henri Simonin. Remplacé en 1928 par Alfred Rudolf (PRD) ou Henri Mouttet (PRD)
- Alfred Stauffer (PRD)

### 1922-1926
- Rudolf von Erlach. Remplacé en 1923 par Walter Bösiger (PAB)
- Fritz Burren (PAB)
- Emil Lohner (PRD). Président en 1923-1924
- Leo Merz (PRD). Président en 1925-1926
- Carl Moser (PAB).
- Henri Simonin
- Alfred Stauffer (PRD)
- Hans Tschumi (PAB). Président en 1924-1925
- Friedrich Volmar (PAB). Président en 1922-1923

### 1918-1922
- Fritz Burren (PAB). Président en 1921-1922
- Rudolf von Erlach
- Emil Lohner (PRD)
- Leo Merz (PRD)
- Carl Moser (PRD/PAB). Président en 1919-1920
- Karl Scheurer (PRD). Remplacé en 1920 par Friedrich Volmar (PAB)
- Henri Simonin. Président en 1918-1919
- Alfred Stauffer (PRD). Président en 1920-1921
- Hans Tschumi (PAB)

### 1914-1918
- Fritz Burren (PAB)
- Rudolf von Erlach. Président en 1914-1915
- Albert Locher. Président en 1915-1916. Remplacé en 1918 par Alfred Stauffer (PRD)
- Emil Lohner (PRD)
- Karl Könitzer. Remplacé en 1915 par Leo Merz (PRD), président en 1917-1918
- Carl Moser (PRD)
- Karl Scheurer (PRD)
- Henri Simonin
- Hans Tschumi (PAB). Président en 1916-1917